# 쌍용 렉스턴
KGM 렉스턴(KGM Rexton)은 KG모빌리티의 대형 스포츠 유틸리티 자동차이다. 차명인 렉스턴은 왕가, 국왕을 뜻하는 라틴어 Rex와 품격, 기풍을 뜻하는 영어 Tone의 합성어이다.

## 1세대(Y200)

### 렉스턴(2001년9월~2003년12월)

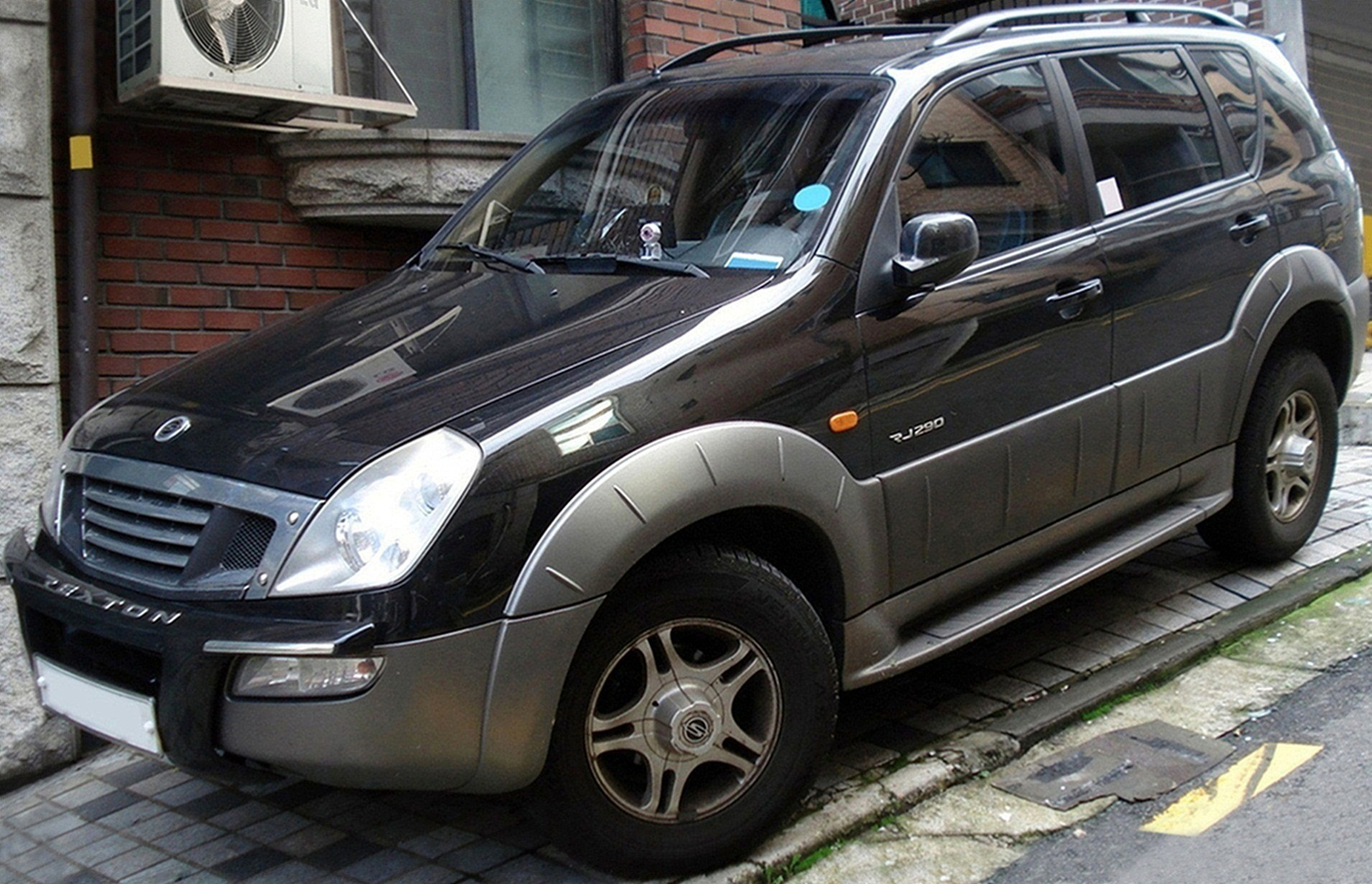
쌍용 렉스턴 정측면

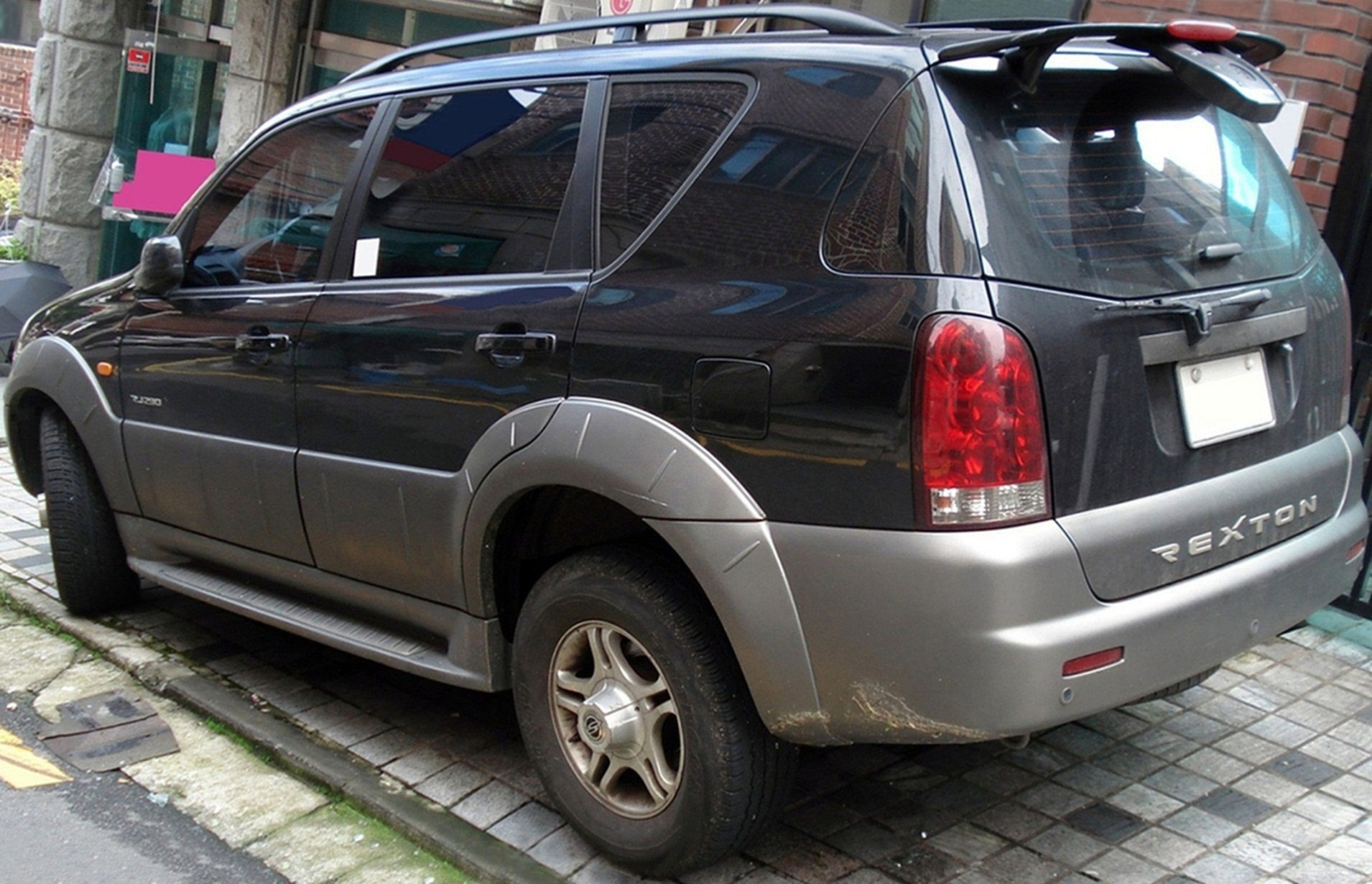
쌍용 렉스턴 후측면

- 1998년부터 Y200이라는 프로젝트 명으로 무쏘의 후속 차종으로 개발되었으나, 무쏘의 상급 차종으로 바뀌어 2001년 8월 20일 생산공장 준공과 동시에 생산이 시작되어 9월 1일에 출시되었다. 이탈리아의 디자이너인 조르제토 쥬지아로가 디자인을 담당하였으며, 출시된 해에 우수 산업 디자인 운송 기기류 부문에서 산업자원부 장관상을 수상하였다.[2] 쌍용자동차가 대우자동차에 인수된 당시에 개발되었기 때문에 대우자동차의 예전 패밀리 룩이었던 3분할 라디에이터 그릴이 적용되어 있다. 인테리어는 메탈 소재와 우드 그레인이 조화를 이룬 베이지 컬러가 적용되었고 운전석에는 대한민국산 SUV 최초로 3명의 체형을 기억할 수 있는 메모리 기능이 적용되어 고급화를 꾀하였다. 같은 해 11월에는 RX320과 RE290이 추가되어 선택의 폭이 넓어졌다. 2003년 7월 11일에는 4륜구동 방식의 사용 빈도가 낮은 고객을 위한 후륜구동 사양인 XJ290이 추가되었다.[3] 한 때는 대우인터내셔널의 영업망을 이용하여 유럽 일부 지역에 반조립 형식을 통하여 대우 브랜드로도 판매되었다.

제원
| 구분                 | XJ290                                                | RE290 | RJ290/RX290 | RX320                                                             |
| -------------------- | ---------------------------------------------------- | --- | --- | ----------------------------------------------------------------- |
| 전장 (mm)            | 4,730 4,795(범퍼 가드 적용시)                        | 4,730 4,795(범퍼 가드 적용시) | 4,795 | 4,795                                                             |
| 전폭 (mm)            | 1,870                                                | 1,870 | 1,870 | 1,870                                                             |
| 전고 (mm)            | 1,760                                                | 1,760 | 1,760 1,865(루프랙 적용시) | 1,865                                                             |
| 축거 (mm)            | 2,820                                                | 2,820 | 2,820 | 2,820                                                             |
| 윤거 (전, mm)        | 1,550                                                | 1,550 | 1,550 | 1,550                                                             |
| 윤거 (후, mm)        | 1,540                                                | 1,540 | 1,540 | 1,540                                                             |
| 승차 정원            | 7명                                                  | 7명 | 7명 | 7명                                                               |
| 변속기               | 수동 5단 자동 4단                                    | 수동 5단 자동 4단 | 수동 5단 자동 4단 | 자동 4단                                                          |
| 구동 형식            | 후륜 구동                                            | 4륜 구동 | 4륜 구동 | 4륜 구동                                                          |
| 엔진 형식            | 290 TD , 662925                                      | 290 TD , 662925 | 662925 (이후 662935로 변경) | 3.2 XGi ,162994                                                   |
| 연료                 | 디젤                                                 | 디젤 | 디젤 | 가솔린                                                            |
| 배기량 (cc)          | 2,874                                                | 2,874 | 2,874 | 3,199                                                             |
| 최고 출력 (ps/rpm)   | 120/4,000                                            | 120/4,000 | 120/4,000 (이후 132/4,000으로 변경) | 220/5,750                                                         |
| 최대 토크 (kg*m/rpm) | 25.5/2,400                                           | 25.5/2,400 | 25.5/2,400 (이후 29.5/2,400으로 변경) | 31.6/3,750                                                        |
| 연료 탱크 용량 (L)   | 80                                                   | 80 | 80 | 80                                                                |
| 요소수 탱크 용량 (L) | -                                                    | - | - | -                                                                 |
| 공차 중량 (kg)       | 1,875(후륜 구동 수동 5단)/ 1,915(후륜 구동 자동 4단) | 1,925(4륜 구동 수동 5단)/ 2,050(4륜 구동 자동 4단) (이후 1,975(4륜 구동 수동 5단)/ 2,015(4륜 구동 자동 4단)/ 2,035(4륜 구동 수동 5단)/ 2,065(4륜 구동 자동 4단)으로 변경) | 1,925(4륜 구동 수동 5단)/ 2,050(4륜 구동 자동 4단) (이후 1,975(4륜 구동 수동 5단)/ 2,015(4륜 구동 자동 4단)/ 2,035(4륜 구동 수동 5단)/ 2,065(4륜 구동 자동 4단)으로 변경) | 2,060(4륜 구동 자동 4단) (이후 2,040(4륜 구동 자동 4단)으로 변경) |
| 연비 (km/L)          | 10.5(후륜 구동 수동 5단)/ 9.1(후륜 구동 자동 4단)    | 11.8(4륜 구동 수동 5단)/ 10.9(4륜 구동 자동 4단) (이후 10.4(4륜 구동 수동 5단)/ 9.0(4륜 구동 자동 4단)으로 변경)                                                          | 11.8(4륜 구동 수동 5단)/ 10.9(4륜 구동 자동 4단) (이후 10.4(4륜 구동 수동 5단)/ 9.0(4륜 구동 자동 4단)으로 변경)                                                          | 6.9(4륜 구동 자동 4단) (이후 6.3(4륜 구동 자동 4단)으로 변경)     |

### 뉴 렉스턴(2003년12월~2006년3월)

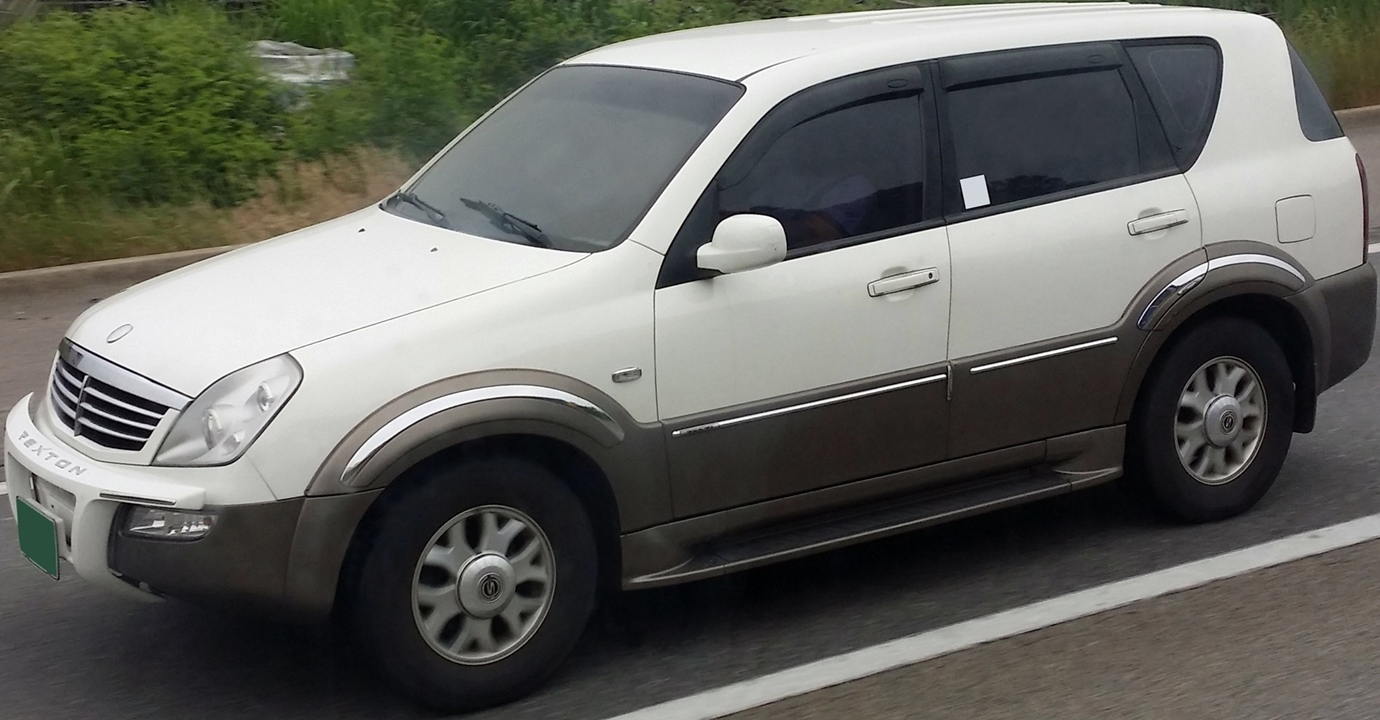
쌍용 뉴 렉스턴 정측면

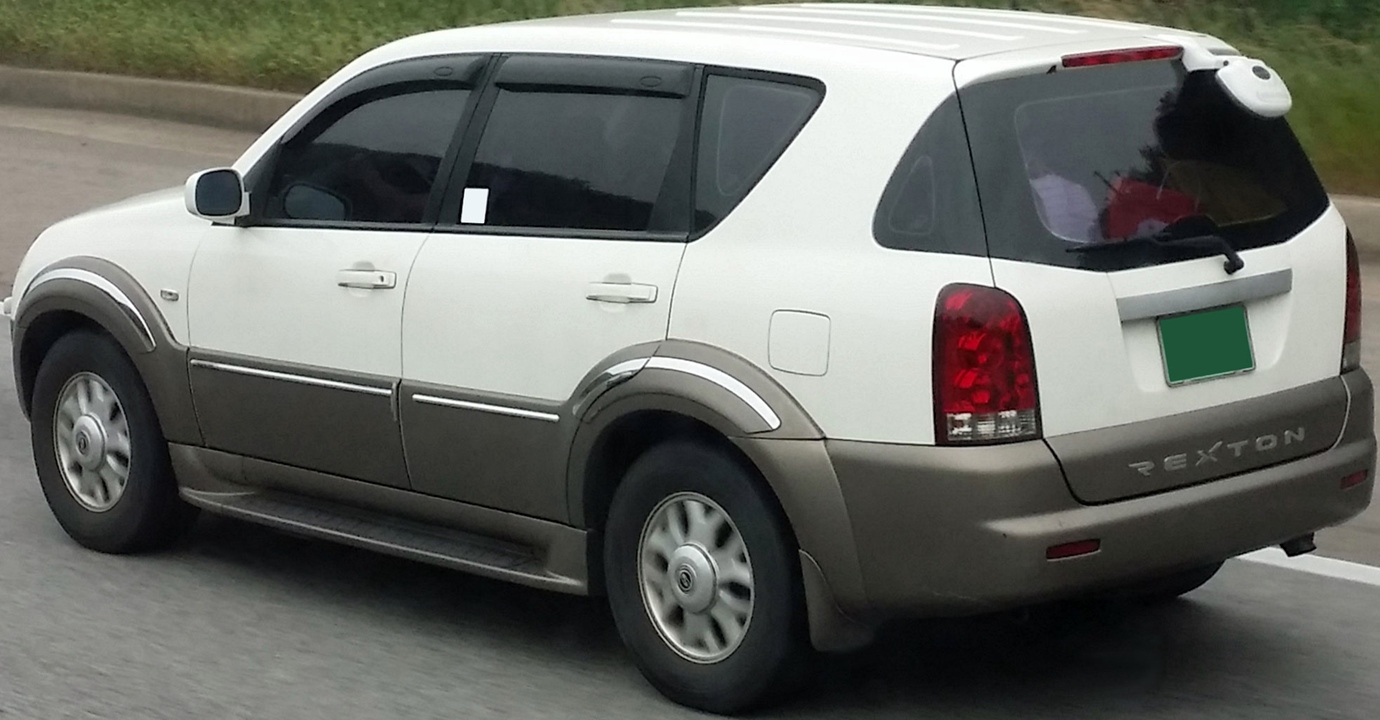
쌍용 뉴 렉스턴 후측면

- 2003년 12월 18일에 출시되었으며, 기존 렉스턴의 라디에이터 그릴에 세로줄이 추가되고, 사이드 가니시에 크롬 몰딩이 추가되는 등 소폭의 변화가 적용되었다. 새로 적용된 자사 최초의 3세대 커먼 레일 디젤 엔진인 2.7L XDI 엔진은 당시 동급 최대 성능을 내었고, 메르세데스-벤츠제 5단 자동변속기가 적용되었다. 대한민국산 SUV 최초로 차량 자세 제어 장치가 적용되어 안정성을 향상시켰으며, 인테리어는 베이지 컬러에서 블랙 컬러로 변경되었고, 우드그레인 형상도 변경되었다. 이 외에 LED 계기판, 실버 컬러 루프랙, 운전석 메모리 시트 등의 고급 편의 사양이 적용되었다. 2005년에는 2.7L XDI 디젤 엔진을 커먼레일 방식으로 바꾸어 출력을 176마력으로 끌어올렸다.[4]

제원
| 구분                 | RX5 TI                                                                                                   | RX5 EDI                                            | RX6 IL                     |
| -------------------- | --- | -------------------------------------------------- | -------------------------- |
| 전장 (mm)            | 4,795 | 4,795                                              | 4,795                      |
| 전폭 (mm)            | 1,870 | 1,870                                              | 1,870                      |
| 전고 (mm)            | 1,760 1,865(루프랙 적용시)                                                                               | 1,760 1,865(루프랙 적용시)                         | 1,760 1,865(루프랙 적용시) |
| 축거 (mm)            | 2,820 | 2,820                                              | 2,820                      |
| 윤거 (전, mm)        | 1,550 | 1,550                                              | 1,550                      |
| 윤거 (후, mm)        | 1,540 | 1,540                                              | 1,540                      |
| 승차 정원            | 7명 | 7명                                                | 7명                        |
| 변속기               | 수동 5단 자동 4단                                                                                        | 수동 5단 자동 5단                                  | 자동 5단                   |
| 구동 형식            | 후륜 구동 4륜 구동                                                                                       | 4륜 구동                                           | 4륜 구동                   |
| 엔진 형식            | 290 TD, 662925                                                                                           | 2.7L XDi , 665925                                  | 3.2 XGi , 162994           |
| 연료                 | 디젤 | 디젤                                               | 가솔린                     |
| 배기량 (cc)          | 2,874 | 2,696                                              | 3,199                      |
| 최고 출력 (ps/rpm)   | 120/4,000                                                                                                | 170/4,000 (이후 176/4,000으로 변경)                | 220/5,750                  |
| 최대 토크 (kg*m/rpm) | 25.5/2,400                                                                                               | 34.7/1,800~3,200 (이후 35.7/2,000~3,000으로 변경)  | 31.6/3,750                 |
| 연료 탱크 용량 (L)   | 80 | 80                                                 | 80                         |
| 요소수 탱크 용량 (L) | - | -                                                  | -                          |
| 공차 중량 (kg)       | 1,875(후륜 구동 수동 5단)/ 1,915(후륜 구동 자동 4단)/ 1,975(4륜 구동 수동 5단)/ 2,015(4륜 구동 자동 4단) | 2,095(4륜 구동 수동 5단)/ 2,120(4륜 구동 자동 5단) | 2,090(4륜 구동 자동 5단)   |
| 연비 (km/L)          | 10.5(후륜 구동 수동 5단)/ 9.1(후륜 구동 자동 4단)/ 10.4(4륜 구동 수동 5단)/ 9.0(4륜 구동 자동 4단)       | 11.8(4륜 구동 수동 5단)/ 10.4(4륜 구동 자동 5단)   | 5.7(4륜 구동 자동 5단)     |

### 렉스턴 Ⅱ(2006년3월~2008년7월)

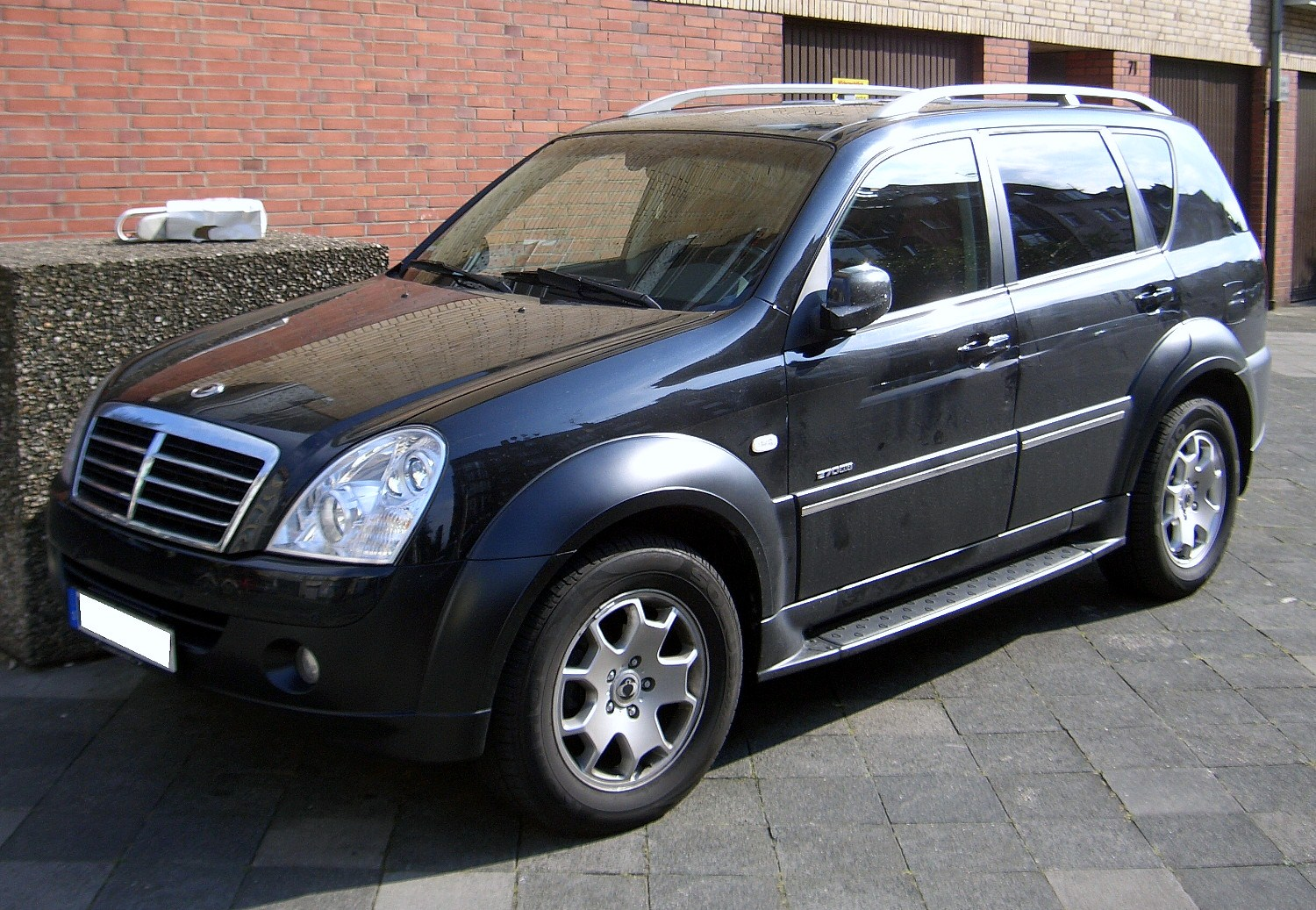
쌍용 렉스턴 Ⅱ 정측면

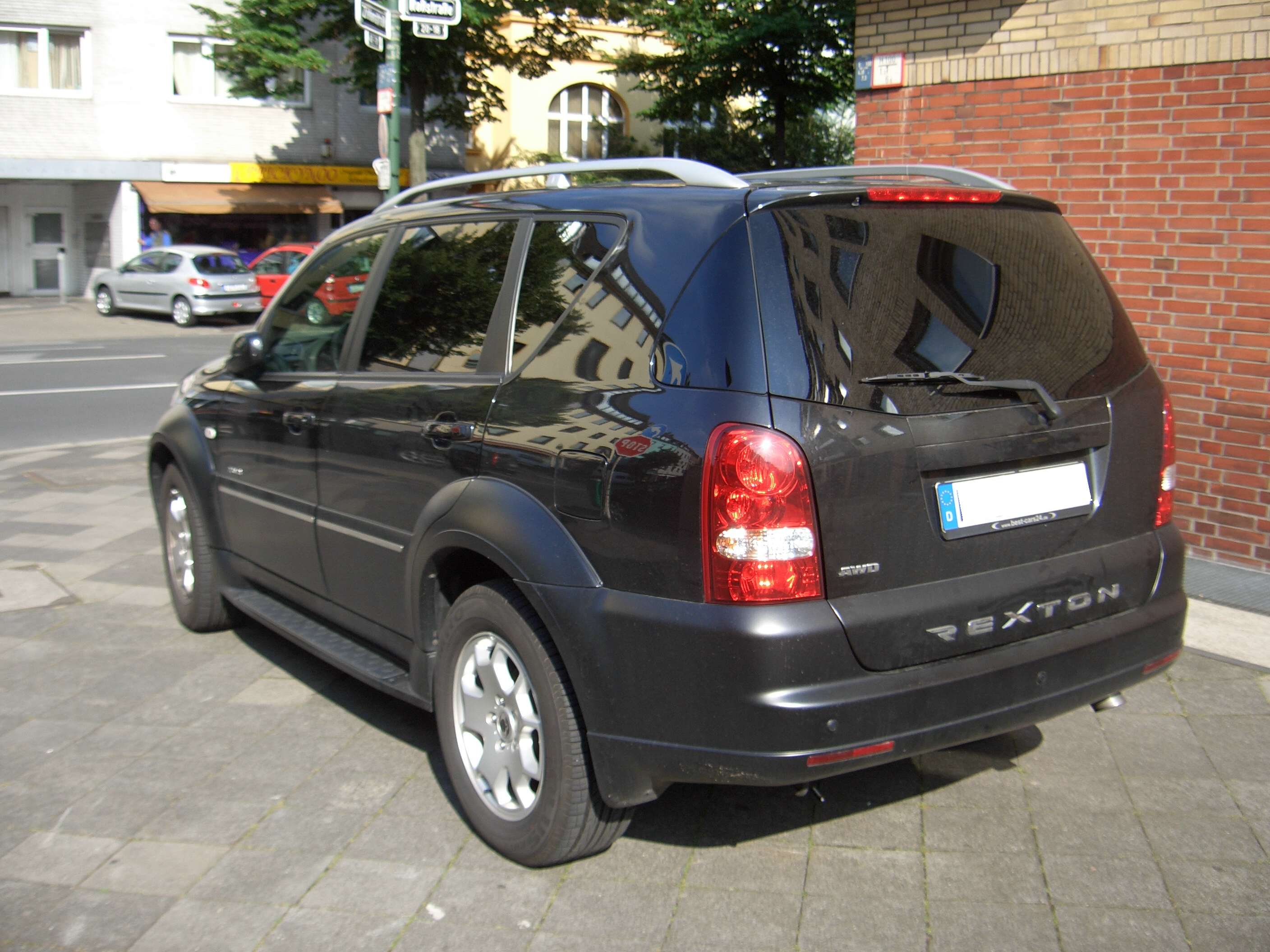
쌍용 렉스턴 Ⅱ 후측면

2006년 3월 28일에 출시되었다. 렉스턴 II는 전면부의 디자인과 후미등의 디자인이 변경된 페이스리프트 모델로, 2.7L XDI 디젤 엔진의 출력이 191마력까지 높아졌다. 기존 뉴 렉스턴에서 멀티 미터 등이 삭제되었다. 대신 내리막 저속 주행 장치, 전자동 주차 브레이크, 전자 제어 에어 서스펜션, 타이어 공기압 경보 장치 등의 편의 사양이 적용되었다. 렉스턴 Ⅱ부터는 배출 가스 기준을 만족시키지 못한 2.9L TDI 디젤 엔진이 단종되었다. 3.2L XGI 가솔린 엔진과 수동변속기 또한 수요가 적은 대한민국 시장에서 삭제되고, 수출용만 적용되기 시작하였다. 2007년 10월 4일에 배기 가스 후처리 장치를 탑재하여 유로 4 기준을 만족시키는 렉스턴 Ⅱ 유로로 새롭게 선보였다. 알루미늄 휠의 디자인이 변경되었으며, 바디 컬러도 기존의 투톤에서 원톤으로 변경되었다.
제원
| 구분                 | RX5                                                 | RX7/노블레스                       |
| -------------------- | --------------------------------------------------- | ---------------------------------- |
| 전장 (mm)            | 4,735                                               | 4,735                              |
| 전폭 (mm)            | 1,890                                               | 1,890                              |
| 전고 (mm)            | 1,840                                               | 1,840                              |
| 축거 (mm)            | 2,835                                               | 2,830                              |
| 윤거 (전, mm)        | 1,570                                               | 1,570                              |
| 윤거 (후, mm)        | 1,570                                               | 1,570                              |
| 승차 정원            | 7명                                                 | 7명                                |
| 변속기               | 자동 5단                                            | 자동 5단                           |
| 구동 형식            | 후륜 구동 4륜 구동                                  | 4륜 구동                           |
| 엔진 형식            | 665925                                              | 665935                             |
| 연료                 | 디젤                                                | 디젤                               |
| 배기량 (cc)          | 2,696                                               | 2,696                              |
| 최고 출력 (ps/rpm)   | 176/4,000(이후 172/4,000으로 변경)                  | 191/4,000(이후 186/4,000으로 변경) |
| 최대 토크 (kg*m/rpm) | 35.7/2,000~3,000                                    | 41.0/1,600~3,000                   |
| 연료 탱크 용량 (L)   | 78                                                  | 78                                 |
| 요소수 탱크 용량 (L) | -                                                   | -                                  |
| 공차 중량 (kg)       | 2,015(후륜 구동 자동 5단)/ 2,120(4륜 구동 자동 5단) | 2,125(4륜 구동 자동 5단)           |
| 연비 (km/L)          | 10.4(후륜 구동 자동 5단)/ 10.4(4륜 구동 자동 5단)   | 10.7(4륜 구동 자동 5단)            |

### 슈퍼 렉스턴(2008년7월~2012년6월)

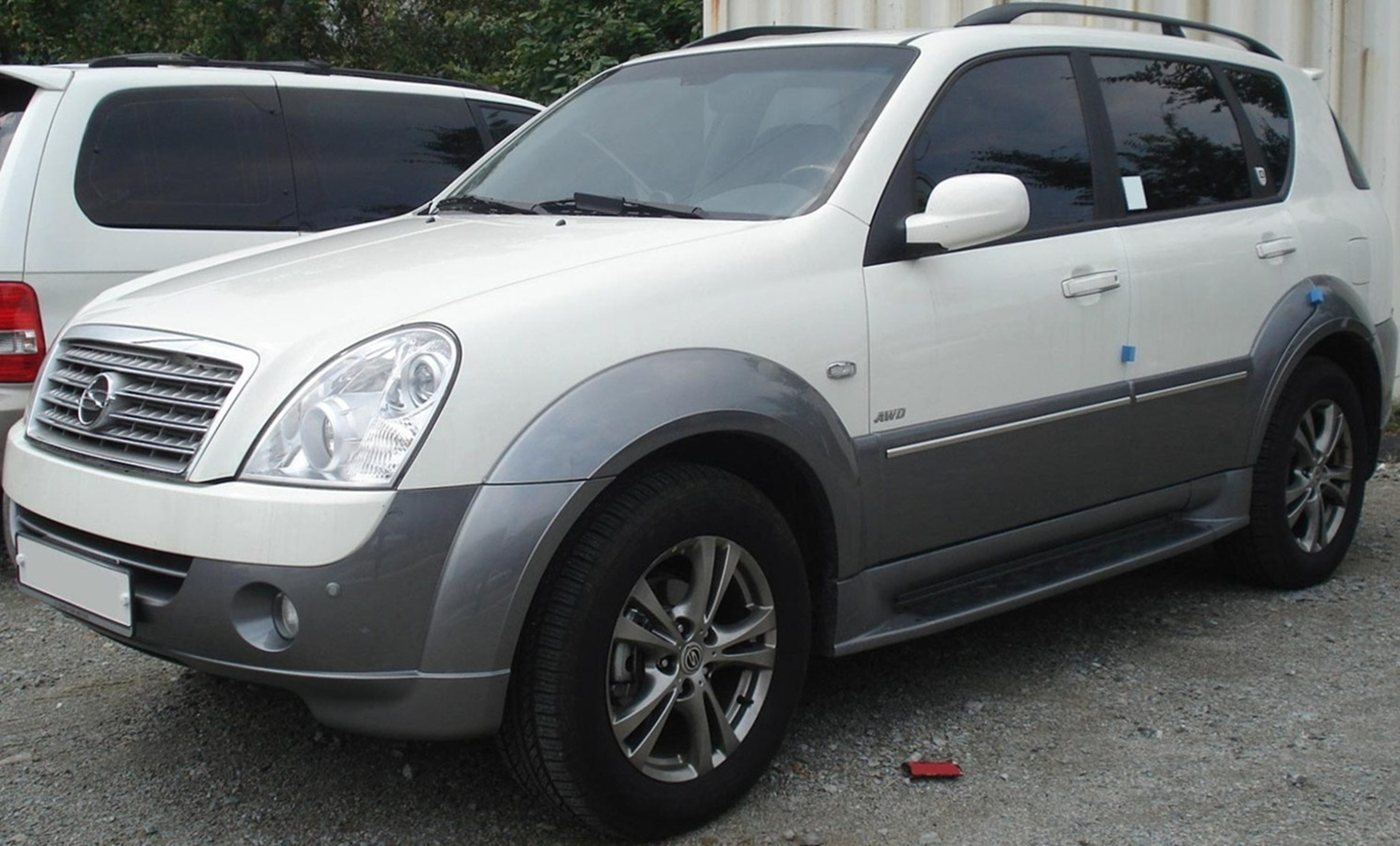
쌍용 슈퍼 렉스턴 정측면

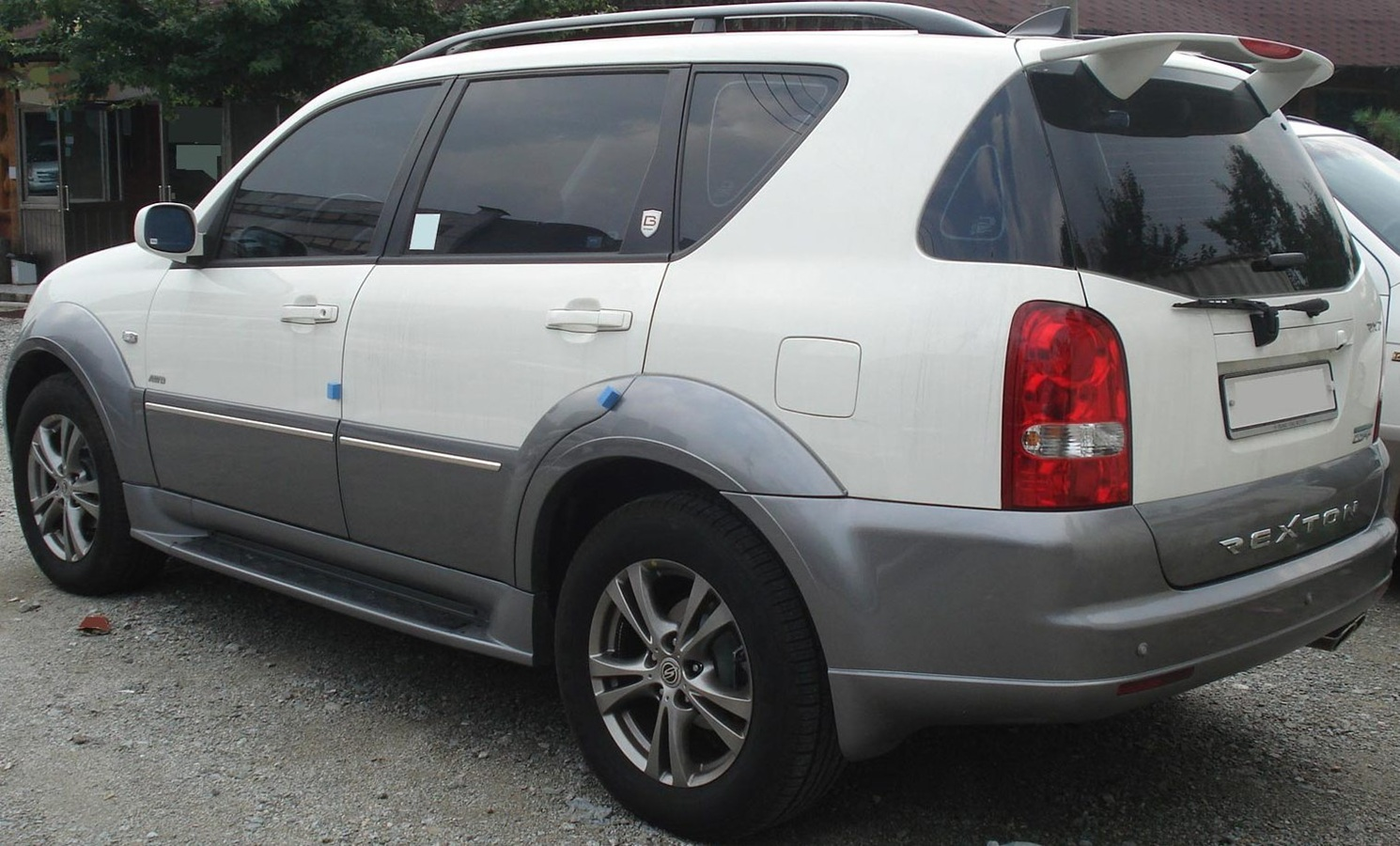
쌍용 슈퍼 렉스턴 후측면

2008년 7월 6일에 슈퍼 렉스턴으로 차명이 바뀌었다. 슈퍼 렉스턴은 본넷에 있던 쌍용자동차의 엠블렘이 라디에이터 그릴로 위치를 옮겼고, 가로가 긴 번호판을 뒷 부분에도 장착할 수 있도록 개선되었다.  2010년 1월 3일에 선보인 2010년형은 잠시 사라졌던 투톤 바디 컬러와 플립 업 글래스가 다시 부활하고, 브라운 컬러 가죽 시트와 전용 우드그레인을 적용한 브라운 에디션이 추가되었다. 그리고 동급 최초로 전방 장애물 시스템이 적용되고, 에코 크루즈 컨트롤이 추가되는 등 상품성 개선이 이루어졌다. 2010년 8월 9일에는 2.0L XDI 디젤 엔진을 장착하여 가격을 2,000만원대 초반까지 낮춘 RX4가 라인업에 추가되었으며, 동시에 RX6가 기존의 RX5를 대체하였다. 2011년 5월 5일에는 요트 및 캠핑 트레일러 견인이 가능한 트레일링 히치를 장착할 수 있도록 인증을 취득한 아웃도어 에디션이 추가되었다. 2012년 1월에는 2.7L XDI 디젤 엔진을 장착한 RX6, RX7, 노블레스, 아웃도어 에디션 등이 유로 5 기준을 만족시키지 못하여 단종되었다. 2.0L XDI 디젤 엔진을 장착한 RX4는 2012년 3월부터 유로 5 기준을 만족시키는 2.0L e-XDI 디젤 엔진으로 바뀌었고, 동시에 메르세데스-벤츠제 5단 자동변속기로 바뀌었다.
제원
| 구분                 | RX4(자동 6단)                                       | RX4(자동 5단)                                       | RX5 | RX6                                                 | RX7/노블레스                                       | 아웃도어 에디션                                    |
| -------------------- | --------------------------------------------------- | --------------------------------------------------- | --- | --------------------------------------------------- | -------------------------------------------------- | -------------------------------------------------- |
| 전장 (mm)            | 4,735                                               | 4,735                                               | 4,735 | 4,735                                               | 4,735                                              | 4,735                                              |
| 전폭 (mm)            | 1,890                                               | 1,890                                               | 1,890 | 1,890                                               | 1,890                                              | 1,890                                              |
| 전고 (mm)            | 1,840                                               | 1,840                                               | 1,840 | 1,840                                               | 1,840                                              | 1,840                                              |
| 축거 (mm)            | 2,835                                               | 2,835                                               | 2,835 | 2,835                                               | 2,830                                              | 2,830                                              |
| 윤거 (전, mm)        | 1,570                                               | 1,570                                               | 1,570 | 1,570                                               | 1,570                                              | 1,570                                              |
| 윤거 (후, mm)        | 1,570                                               | 1,570                                               | 1,570 | 1,570                                               | 1,570                                              | 1,570                                              |
| 승차 정원            | 5명 7명                                             | 5명 7명                                             | 5명 7명 | 5명 7명                                             | 5명 7명                                            | 5명 7명                                            |
| 변속기               | 자동 6단                                            | 자동 5단                                            | 자동 5단 | 자동 5단                                            | 자동 5단                                           | 자동 5단                                           |
| 구동 형식            | 후륜 구동 4륜 구동                                  | 후륜 구동 4륜 구동                                  | 후륜 구동 4륜 구동 | 후륜 구동 4륜 구동                                  | 4륜 구동                                           | 4륜 구동                                           |
| 엔진 형식            | 664925                                              | 671960                                              | 665925 | 665925                                              | 665935                                             | 665935                                             |
| 연료                 | 디젤                                                | 디젤                                                | 디젤 | 디젤                                                | 디젤                                               | 디젤                                               |
| 배기량 (cc)          | 2.0 XDI-> 2 .0 e-XDI , 1,998                        | 2.0 XDI-> 2 .0 e-XDI , 1,998                        | 2,696 | 2,696                                               | 2,696                                              | 2,696                                              |
| 최고 출력 (ps/rpm)   | 148/4,000                                           | 155/4,000                                           | 176/4,000 (이후 172/4,000으로 변경)                                                                                   | 172/4,000                                           | 191/4,000 (이후 186/4,000으로 변경)                | 186/4,000                                          |
| 최대 토크 (kg*m/rpm) | 33.7/2,000~2,500                                    | 36.7/1,500~2,800                                    | 35.7/2,000~3,000 | 35.7/2,000~3,000                                    | 41.0/1,600~3,000                                   | 41.0/1,600~3,000                                   |
| 연료 탱크 용량 (L)   | 78                                                  | 78                                                  | 78 | 78                                                  | 78                                                 | 78                                                 |
| 요소수 탱크 용량 (L) | -                                                   | -                                                   | - | -                                                   | -                                                  | -                                                  |
| 공차 중량 (kg)       | 1,910(후륜 구동 자동 6단)/ 1,995(4륜 구동 자동 6단) | 1,913(후륜 구동 자동 5단)/ 1,998(4륜 구동 자동 5단) | 2,125(후륜 구동 자동 5단)/ 2,125(4륜 구동 자동 5단) (이후 1,990(후륜 구동 자동 5단)/ 2,065(4륜 구동 자동 5단)로 변경) | 1,990(후륜 구동 자동 5단)/ 2,065(4륜 구동 자동 5단) | 2,040(4륜 구동 자동 5단)/ 2,045(4륜 구동 자동 5단) | 2,040(4륜 구동 자동 5단)/ 2,045(4륜 구동 자동 5단) |
| 연비 (km/L)          | 11.4(후륜 구동 자동 6단)/ 11.2(4륜 구동 자동 6단)   | 13.7(후륜 구동 자동 5단)/ 13.1(4륜 구동 자동 5단)   | 10.4(후륜 구동 자동 5단)/ 10.4(4륜 구동 자동 5단) (이후 10.7(후륜 구동 자동 5단)/ 10.7(4륜 구동 자동 5단)로 변경)     | 10.7(후륜 구동 자동 5단)/ 10.7(4륜 구동 자동 5단)   | 10.7(4륜 구동 자동 5단)                            | 10.7(4륜 구동 자동 5단)                            |
| Co2 배출량 (g/km)    | 235(후륜 구동 자동 6단)/ 240(4륜 구동 자동 6단)     | 196(후륜 구동 자동 5단)/ 205(4륜 구동 자동 5단)     | 251(후륜 구동 자동 5단)/ 251(4륜 구동 자동 5단)                                                                       | 251(후륜 구동 자동 5단)/ 251(4륜 구동 자동 5단)     | 251(4륜 구동 자동 5단)                             | 251(4륜 구동 자동 5단)                             |

### 렉스턴 W(2012년6월~2017년5월)

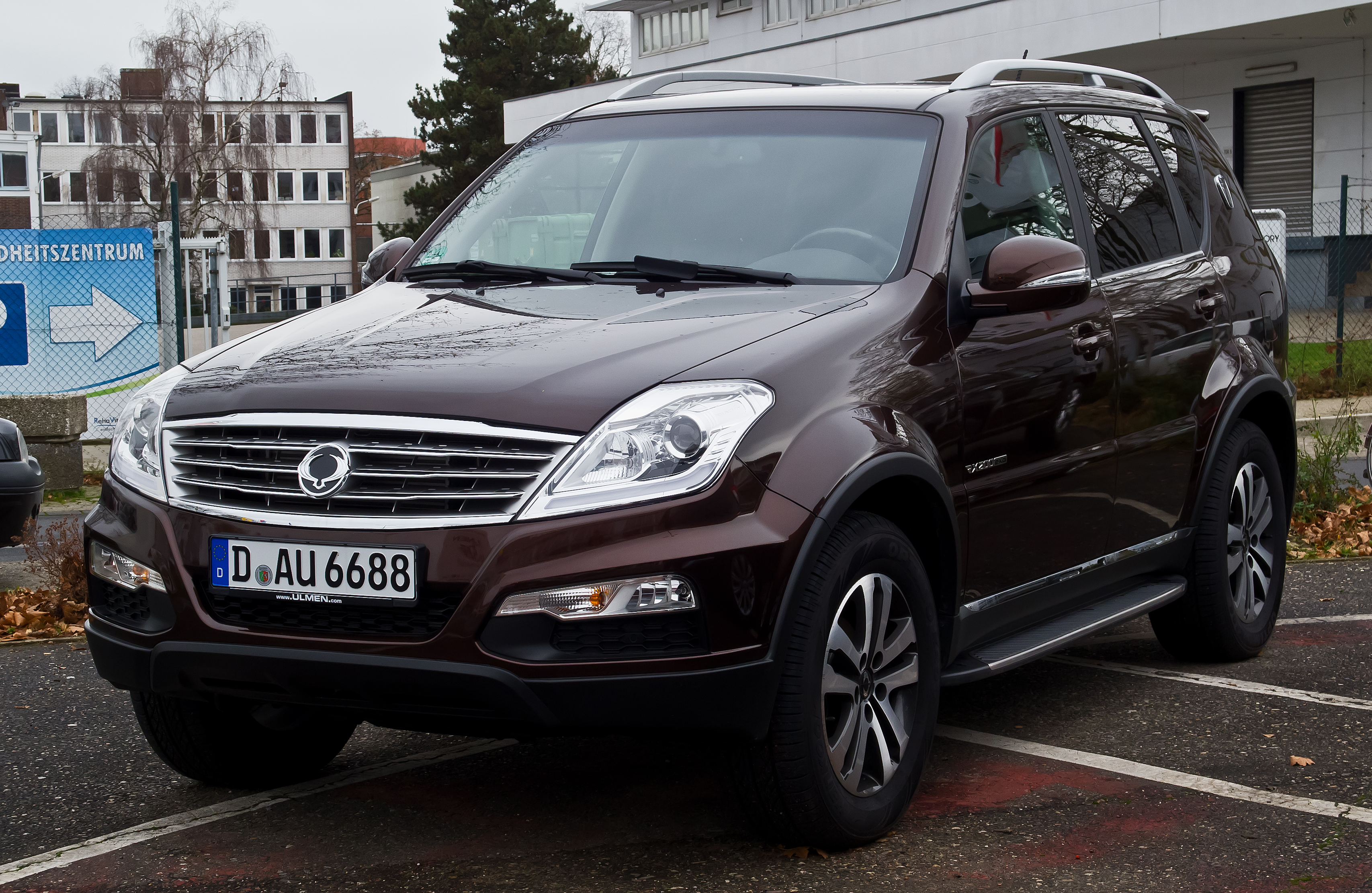
쌍용 렉스턴 W(전기형) 정측면

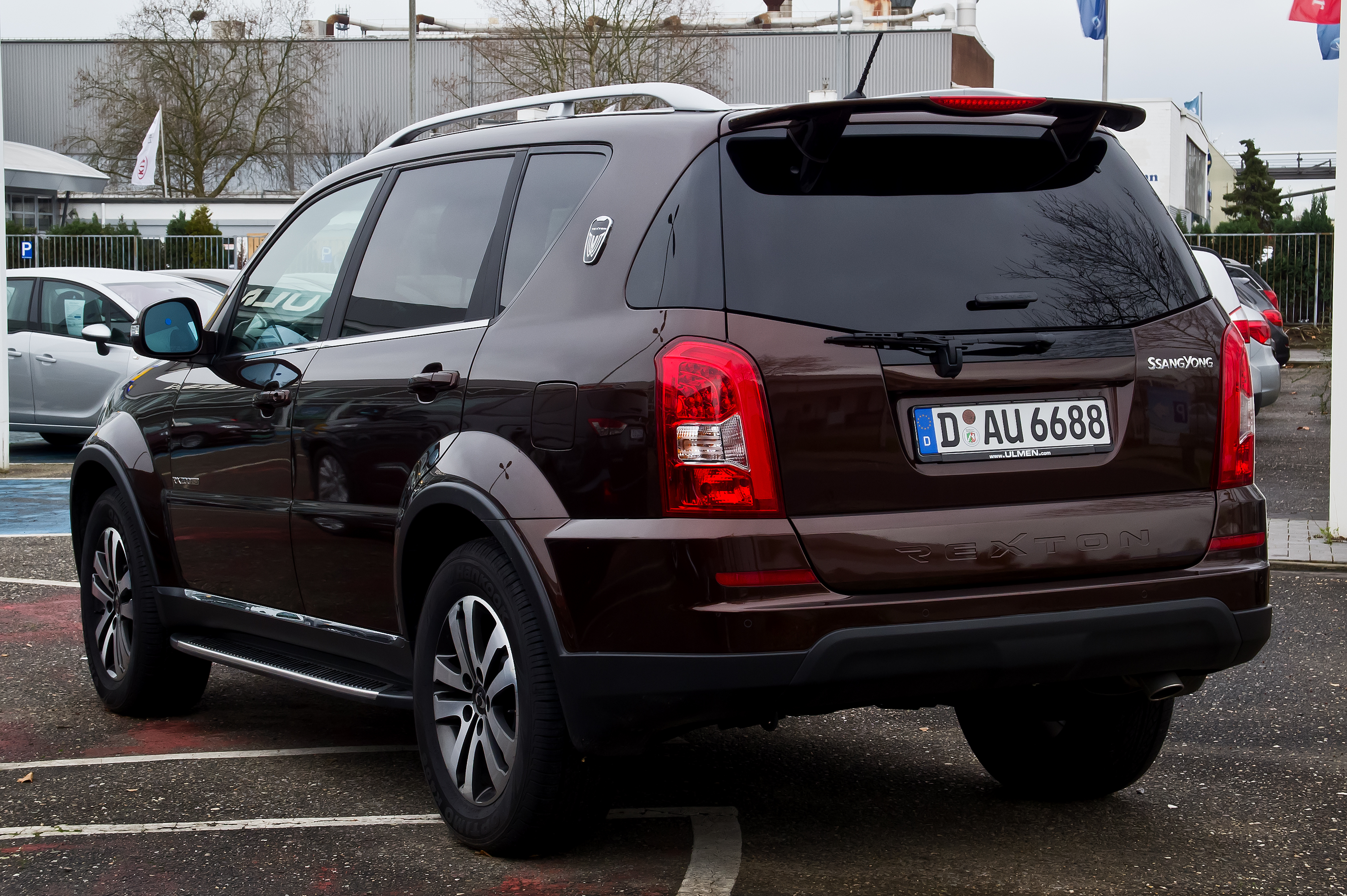
쌍용 렉스턴 W(전기형) 후측면

원래 후속으로 직렬 6기통 3.0 디젤 엔진이 탑재된 Y300이 2010년경에 나올 예정이었으나, 쌍용자동차 사태로 인해 무산되었고, 결국 신차자금이 부족해 기존 렉스턴을 페이스리프트를 하여 2012년 5월에 개최된 부산 국제 모터쇼에서 처음 공개되었고, 6월 1일 출시되었다. 월드 클래스(World class) 수준의 품격을 한 차원 높여 걸작(Work of art)으로 새롭게 탄생하였다는 의미를 담은 W를 서브 네임으로 하여 차명이 렉스턴 W가 되었다. 기존 렉스턴 Ⅱ와 슈퍼 렉스턴에 있던 3열 에어컨, 전자동 파킹 브레이크, 전자 제어 에어 서스펜션 등이 삭제되었다. 같은 해 12월 21일부터 군 지휘 차량으로 공급되어 2018년까지 공급 물량을 확대하여 군 지휘 차량 및 작전 차량으로 교체될 예정이다. 2013년 8월 14일에는 수출용에만 적용되던 6단 수동변속기가 추가되어 선택의 폭을 넓혔다. 2015년 1월 5일에 선보인 2015년형은 1열 통풍 시트와 HID 헤드 램프가 신규 적용되고, 타이어 공기압 경보 장치(TPMS)가 기본 적용되었다. 또한 RX7 프레스티지와 노블레스에 한하여 버티컬 타입의 라디에이터 그릴로 바뀌었다. 2015년 9월 2일에는 유로 6 기준을 충족시키는 2.2L 디젤 엔진과 메르세데스-벤츠제 7단 자동변속기가 모든 트림에 기본 적용되어 성능이 향상되었고, 7인치 컬러 디스플레이 오디오, 전방 세이프티 카메라, LED 안개등이 새로 적용되었다. 아울러 기본 제공되던 3열 시트가 옵션으로 분리됨에 따라 기본 5인승으로 바뀌었다. 2016년 1월 3일에는 RX7 프레스티지 이상에만 적용되던 후륜 독립 현가 멀티링크 식 서스펜션이 RX7 럭셔리까지 확대 적용되었다. 2017년 5월에는 후속 차종인 G4 렉스턴이 출시되어 내수 시장인 대한민국에서 먼저 단종되었고, 수출용으로는 카이런, 액티언과 함께 계속 병행 생산되다 단종되었다.

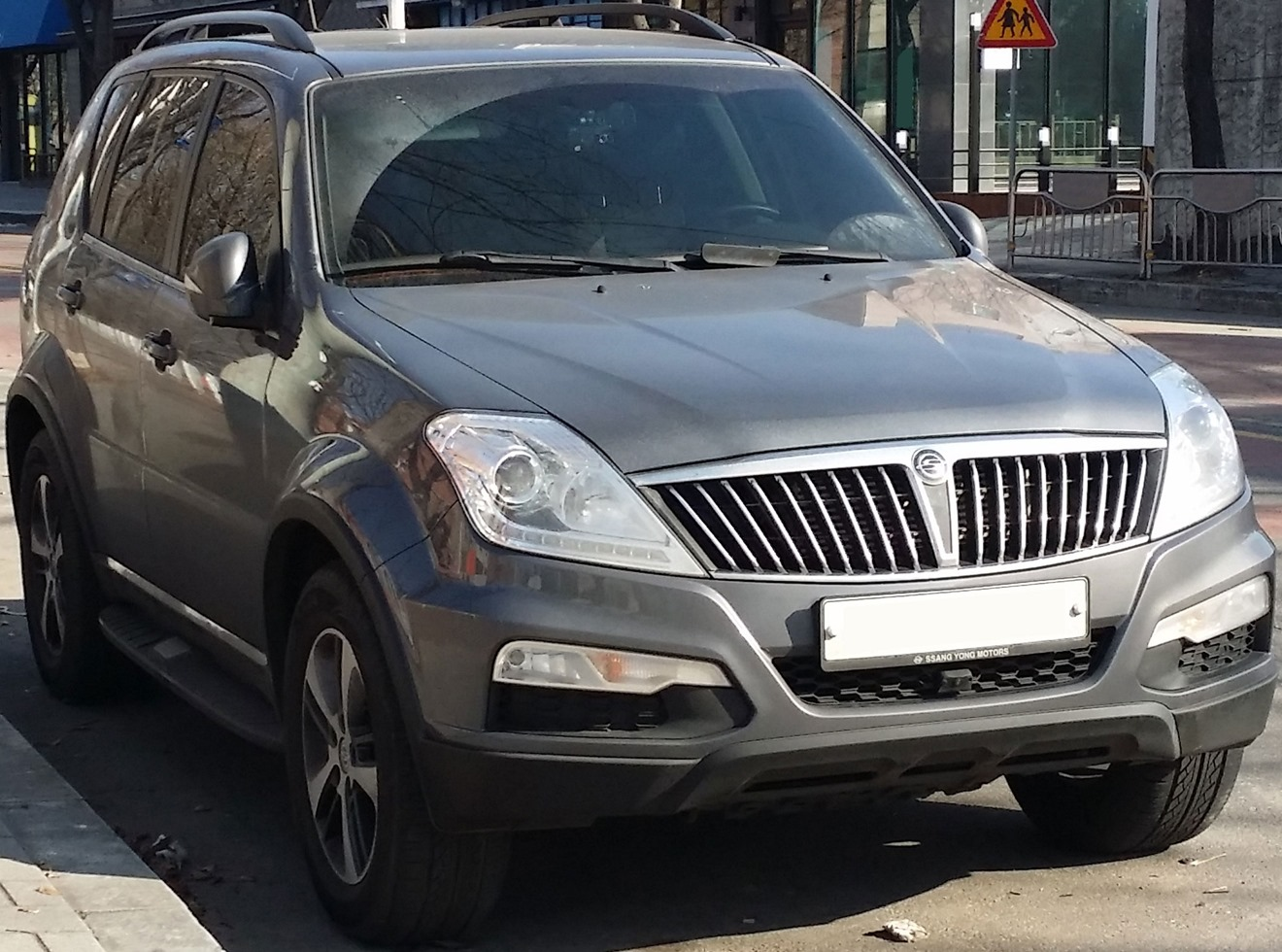
쌍용 렉스턴 W(후기형) 정측면
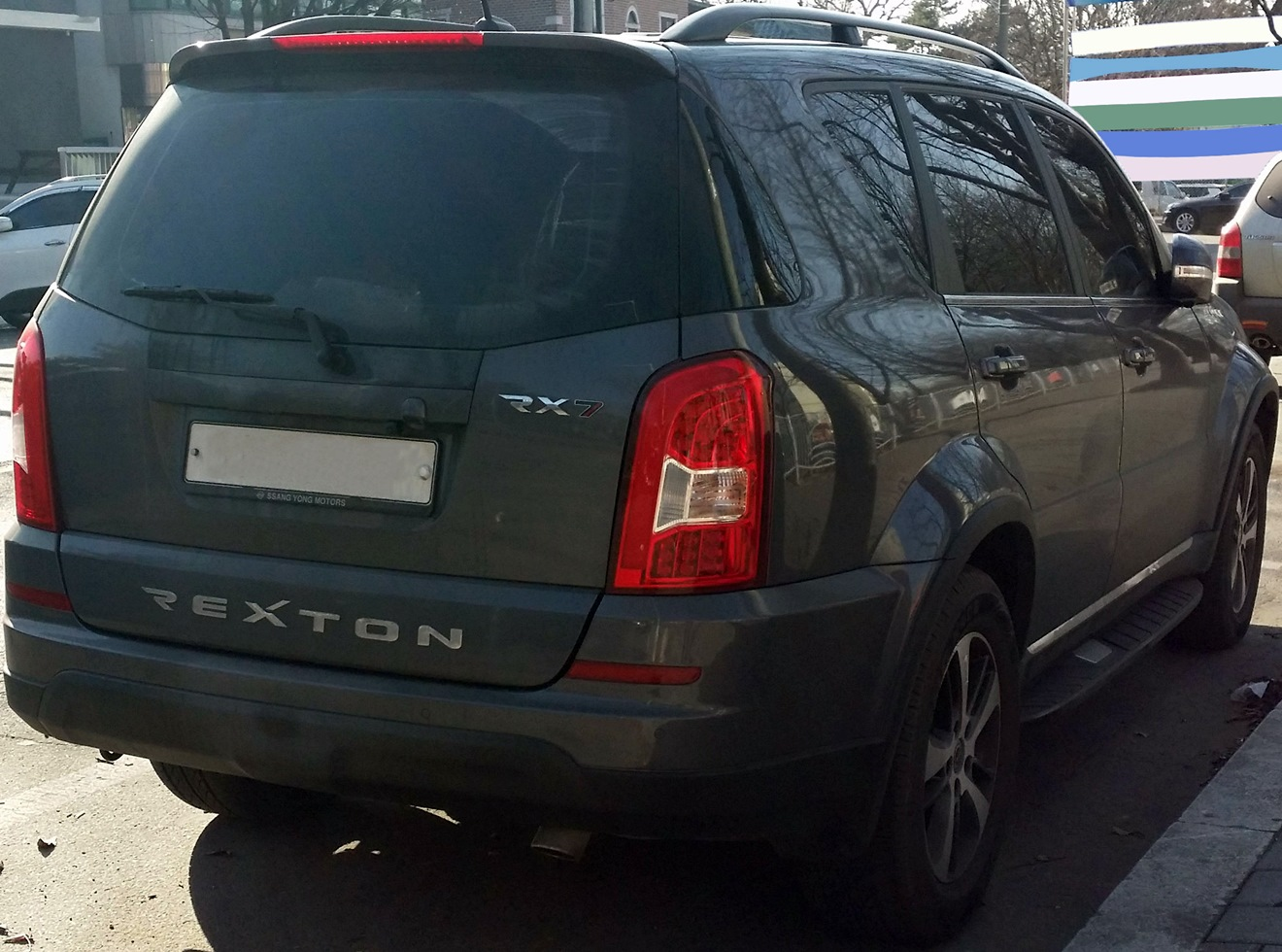
쌍용 렉스턴 W(후기형) 후측면

제원
| 구분                 | 2.0L RX5/RX7 (2WD 5단 자동)                                          | 2.0L RX5/RX7/어드벤처 60주년 에디션/노블레스 (4WD 5단 자동)          | 2.0L RX7 (4WD 6단 수동)                 | 2.2L RX7 (2WD 7단 자동)                 | 2.2L RX7/노블레스 (4WD 7단 자동)        |
| -------------------- | -------------------------------------------------------------------- | -------------------------------------------------------------------- | --------------------------------------- | --------------------------------------- | --------------------------------------- |
| 전장 (mm)            | 4,755                                                                | 4,755                                                                | 4,755                                   | 4,755                                   | 4,755                                   |
| 전폭 (mm)            | 1,900                                                                | 1,900                                                                | 1,900                                   | 1,900                                   | 1,900                                   |
| 전고 (mm)            | 1,840                                                                | 1,840                                                                | 1,840                                   | 1,840                                   | 1,840                                   |
| 축거 (mm)            | 2,835                                                                | 2,835                                                                | 2,835                                   | 2,835                                   | 2,835                                   |
| 윤거 (전, mm)        | 1,570                                                                | 1,570                                                                | 1,570                                   | 1,570                                   | 1,570                                   |
| 윤거 (후, mm)        | 1,570                                                                | 1,570                                                                | 1,570                                   | 1,570                                   | 1,570                                   |
| 승차 정원            | 7명                                                                  | 7명                                                                  | 7명                                     | 5명 7명                                 | 5명 7명                                 |
| 변속기               | 자동 5단                                                             | 자동 5단                                                             | 수동 6단                                | 자동 7단                                | 자동 7단                                |
| 구동 형식            | 후륜 구동                                                            | 4륜 구동                                                             | 4륜 구동                                | 후륜 구동                               | 4륜 구동                                |
| 엔진 형식            | 2.0 XDI , 671960                                                     | 2.0 XDI , 671960                                                     | 2.0 XDI , 671960                        | 2.2 e-XDI , 672960                      | 2.2 e-XDI , 672960                      |
| 연료                 | 디젤                                                                 | 디젤                                                                 | 디젤                                    | 디젤                                    | 디젤                                    |
| 배기량 (cc)          | 1,998                                                                | 1,998                                                                | 1,998                                   | 2,157                                   | 2,157                                   |
| 최고 출력 (ps/rpm)   | 155/4,000                                                            | 155/4,000                                                            | 155/4,000                               | 178/4,000                               | 178/4,000                               |
| 최대 토크 (kg*m/rpm) | 36.7/1,500~2,800                                                     | 36.7/1,500~2,800                                                     | 36.7/1,500~2,800                        | 40.8/1,400~2,800                        | 40.8/1,400~2,800                        |
| 연료 탱크 용량 (L)   | 78                                                                   | 78                                                                   | 78                                      | 78                                      | 78                                      |
| 요소수 탱크 용량 (L) | -                                                                    | -                                                                    | -                                       | -                                       | -                                       |
| 공차 중량 (kg)       | 1,913(자동 5단)                                                      | 1,998(자동 5단) (이후 도심 1,990(자동 5단)로 변경)                   | 1,965(수동 6단)                         | 1,935(자동 7단)                         | 2,025(자동 7단)                         |
| 연비 (km/L)          | 13.7(자동 5단) (이후 도심 11.1/고속 13.8/복합 12.2(자동 5단)로 변경) | 13.1(자동 5단) (이후 도심 10.6/고속 13.3/복합 11.7(자동 5단)로 변경) | 도심 12.1/고속 13.8/복합 12.9(수동 6단) | 도심 10.8/고속 13.9/복합 12.0(자동 7단) | 도심 10.5/고속 13.3/복합 11.6(자동 7단) |
| Co2 배출량 (g/km)    | 196(자동 5단) (이후 163(자동 5단)로 변경)                            | 205(자동 5단) (이후 171(자동 5단)로 변경)                            | 154(수동 6단)                           | 167(자동 7단)                           | 173(자동 7단)                           |

## 2세대(Y400)

### G4 렉스턴(2017년5월~2020년11월)

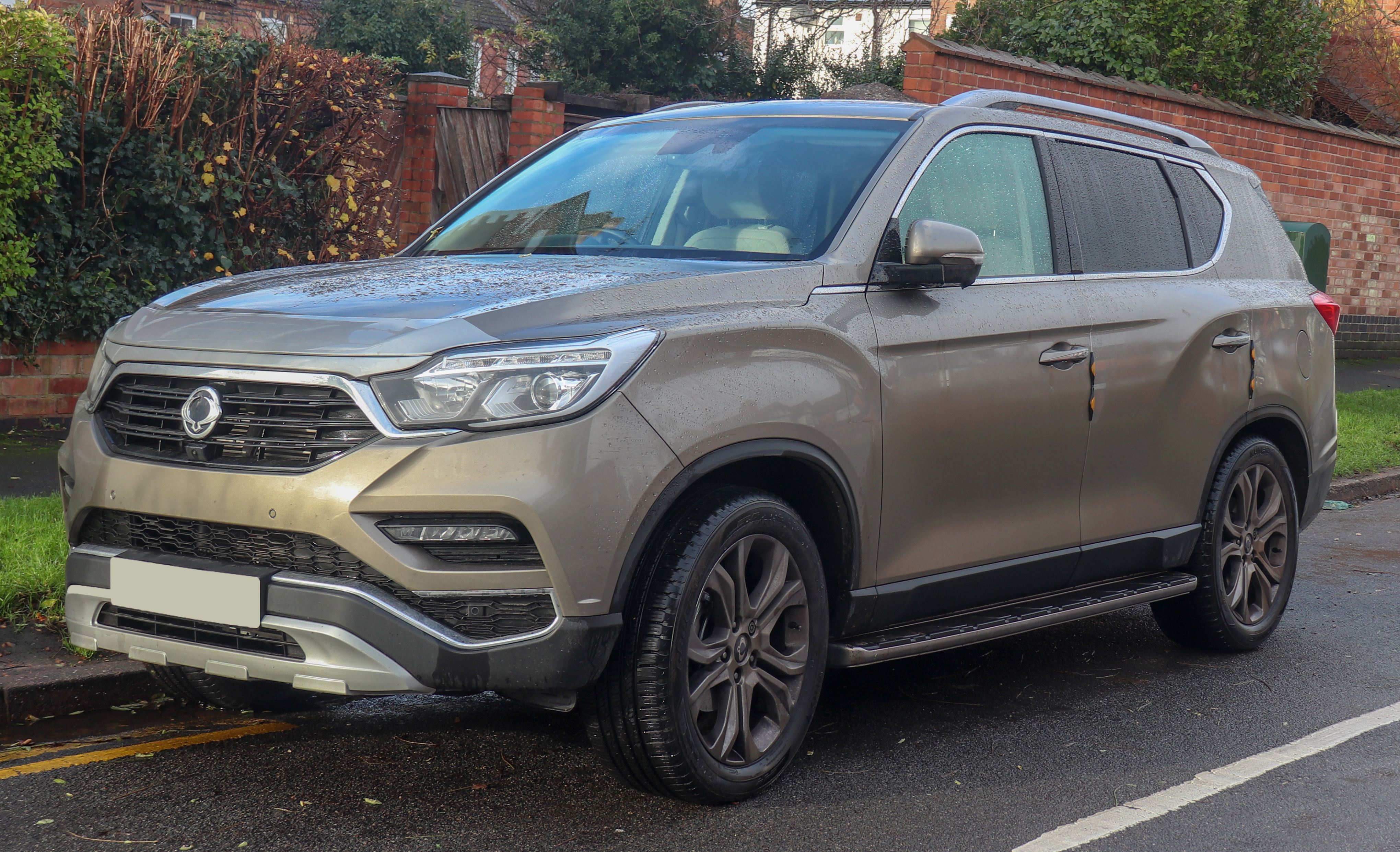
쌍용 G4 렉스턴 정측면

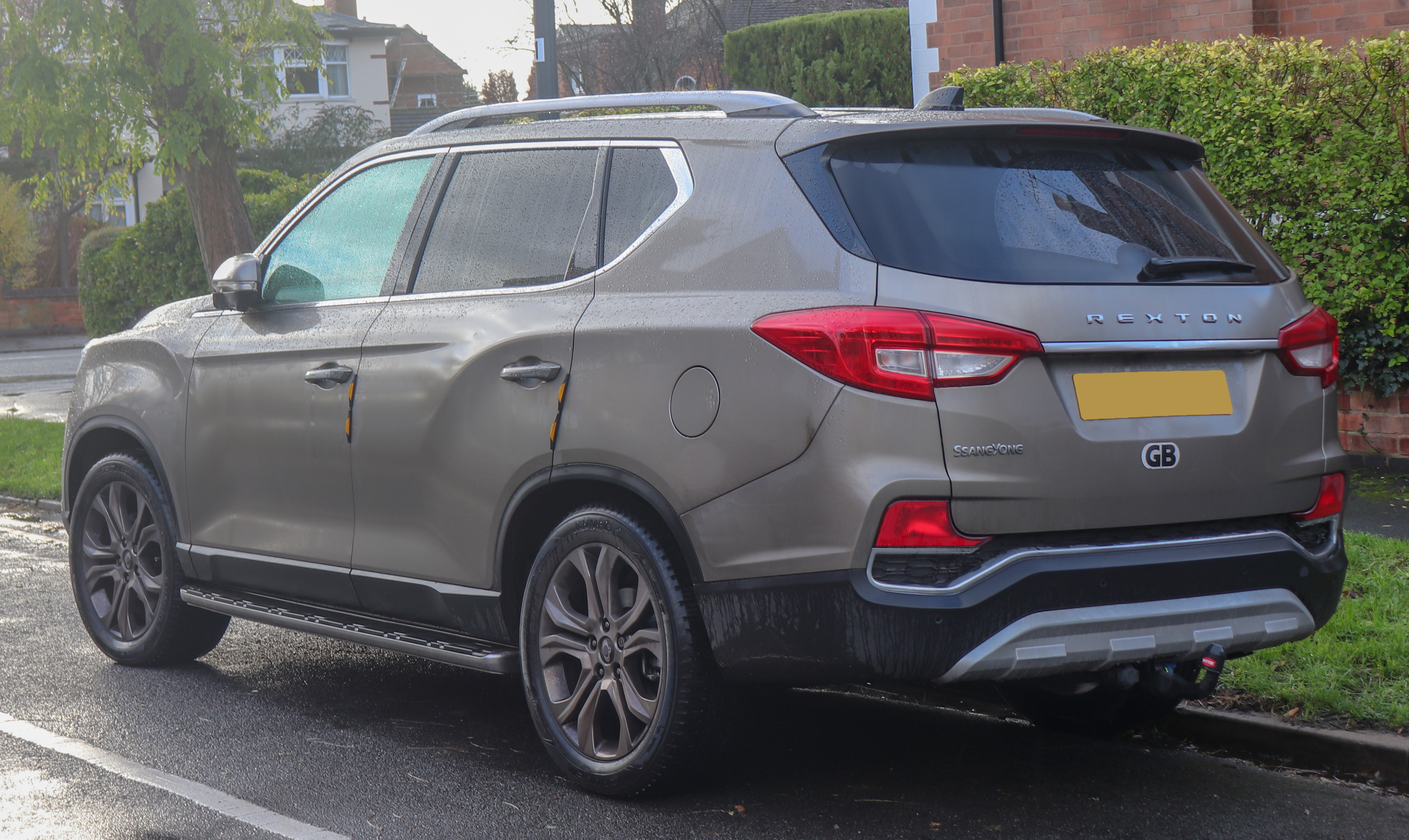
쌍용 G4 렉스턴 후측면

2017년 3월에 개최된 서울 모터쇼에서 처음 공개되었고, 4월 25일에 신차 발표회를 열어 5월 1일부터 판매에 들어갔다. 서브 네임인 G4는 4세대(4th Generation)와 위대한 4가지 혁명(Great 4 Revolution)을 의미한다. 엠블럼은 쌍용자동차 CI가 아닌 새로 디자인된 윙 타입으로 적용되었다. 20인치 알루미늄 휠이 대한민국산 SUV 최초로 적용되었다. 엔진은 유로 6 기준을 충족시킴과 동시에 성능을 향상시킨 2.2L 디젤 엔진이 적용되었고 독자 개발한 2.0L 가솔린 터보 엔진은 수출용 한정으로 탑재되었다. 2열 사이드 에어백과 운전석 무릎 에어백을 포함하여 동급 최다의 9 에어백을 비롯하여 급제동 보조 시스템, 차선 변경 보조 시스템, 후측방 경고 시스템, 사각지대 감지 시스템 등의 안전 사양이 적용되었다. 또한 590MPa급 이상 초고강도강을 63%로 확대하였고, 차체의 81.7%에 적용된 고장력 강판 등이 적용되었다. 같은 해 8월에는 7인승이 추가되어 선택의 폭이 넓어졌다. 2018년 8월 23일에 출시된 2019년은 터치만으로 도어를 열고 잠글 수 있는 터치 센싱 도어, 조수석 워크인 디바이스, 운전석 요추 받침대가 추가되었다. 기어봉 디자인과 18인치 알로이 휠의 디자인이 변경되었고, 강화되는 유로 6d 환경 규제에 대응하기 위하여 요소수를 넣는 방식으로 변경되었다. 2019년 9월 2일에 나온 2020년형은 그릴이 커지고, REXTON 로고를 하단으로 옮겼다. 2020년 4월에 나온 화이트 에디션은 미스터트롯 1위 우승자 임영웅에게 전달되었다.
제원
| 전장 (mm)            | 4,850                                                                                                 | 4,850                                                                                                 |       |       |
| 전폭 (mm)            | 1,960                                                                                                 | 1,960                                                                                                 |       |       |
| 전고 (mm)            | 1,825                                                                                                 | 1,825                                                                                                 | 1,825 | 1,825 |
| 축거 (mm)            | 2,865                                                                                                 | 2,865                                                                                                 |       |       |
| 윤거 (전, mm)        | 1,620                                                                                                 | 1,620                                                                                                 |       |       |
| 윤거 (후, mm)        | 1,620                                                                                                 | 1,620                                                                                                 |       |       |
| 승차 정원            | 5명 7명                                                                                               | 5명 7명                                                                                               |       |       |
| 변속기               | 메르세데스-벤츠 자동 7단                                                                              | 메르세데스-벤츠 자동 7단                                                                              |       |       |
| 구동 형식            | 후륜 구동                                                                                             | 4륜 구동                                                                                              |       |       |
| 서스펜션(전/후)      | 더블 위시본/5링크 코일 스프링 더블 위시본/멀티 링크                                                   | 더블 위시본/5링크 코일 스프링 더블 위시본/멀티 링크                                                   |       |       |
| 엔진 형식            | e-XDi220 LET (Low End Torque, 저속 토크형 엔진) 672960                                                | e-XDi220 LET (Low End Torque, 저속 토크형 엔진) 672960                                                |       |       |
| 연료                 | 디젤                                                                                                  | 디젤                                                                                                  |       |       |
| 배기량 (cc)          | 2,157                                                                                                 | 2,157                                                                                                 |       |       |
| 최고 출력 (ps/rpm)   | 187/3,800                                                                                             | 187/3,800                                                                                             |       |       |
| 최대 토크 (kg*m/rpm) | 42.8/1,600~2,600 (이후 43.0/1,600~2,600로 변경)                                                       | 42.8/1,600~2,600 (이후 43.0/1,600~2,600로 변경)                                                       |       |       |
| 연료 탱크 용량 (L)   | 70 | 70 |       |       |
| 요소수 탱크 용량 (L) | 20 | 20 |       |       |
| 공차 중량 (kg)       | 1,995(5인승 자동 7단) 2,020(7인승 자동 7단) (이후 2,060(5인승 자동 7단) 2,070(7인승 자동 7단)로 변경) | 2,095(5인승 자동 7단) 2,120(7인승 자동 7단) (이후 2,170(5인승 자동 7단) 2,180(7인승 자동 7단)로 변경) |       |       |
| 연비 (km/L)          | 도심 9.5/고속 11.9/복합 10.5(자동 7단) (이후 도심 9.3/고속 12.2/복합 10.5(자동 7단)로 변경)           | 도심 9.2/고속 11.5/복합 10.1(자동 7단) (이후 도심 9.0/고속 11.8/복합 10.1(자동 7단)로 변경)           |       |       |
| Co2 배출량 (g/km)    | 186(자동 7단)                                                                                         | 193(자동 7단) (이후 194(자동 7단)로 변경)                                                             |       |       |

### 올 뉴 렉스턴 (Y450,2020년11월~2023년5월)

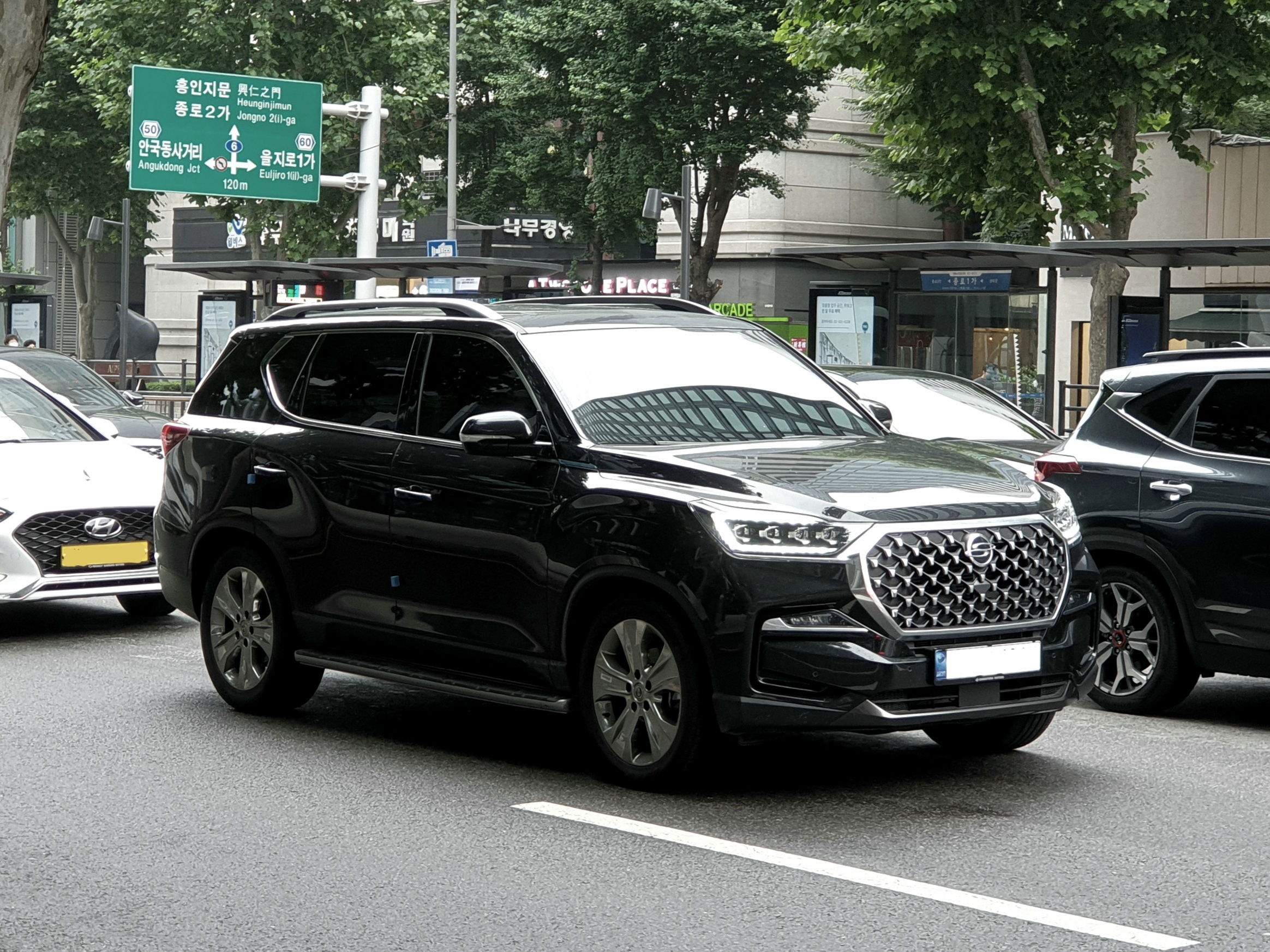
전면부
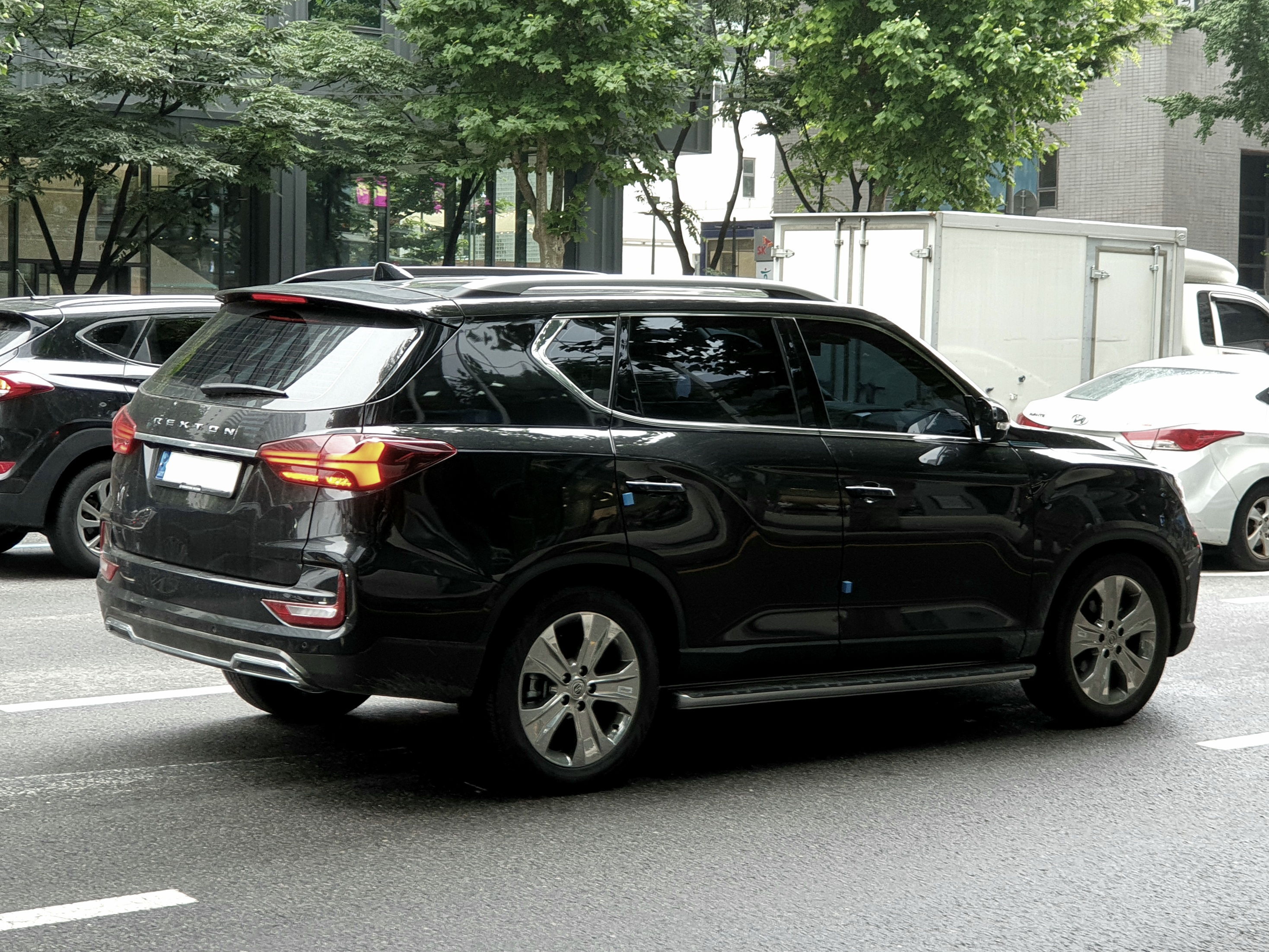
후면부

2020년 11월 4일에 4세대 렉스턴 페이스리프트 모델인 올 뉴 렉스턴이 출시되었다. 동시에 임영웅을 광고모델로 내새워 신곡 HERO가 발매되었다. 엔진의 출력이 202마력으로 향상되고, 자동변속기는 현대트랜시스의 국내산 전자식 8단 자동변속기로 변경되었다. 동시에 수납 공간이 개선되었고, 전자식 R-EPS가 적용되어 반자율주행 장치가 적용되었다. 최고급 트림 더 블랙은 한동한 스페이스 블랙만 선택이 가능했으나, 2021년 3월부터 화이트 컬러가 추가되었다. 플레어가 두꺼운 형태고 측면에 크롬라인이 추가되었다.

### 렉스턴 뉴 아레나 (Y461,2023년5월~2026년)

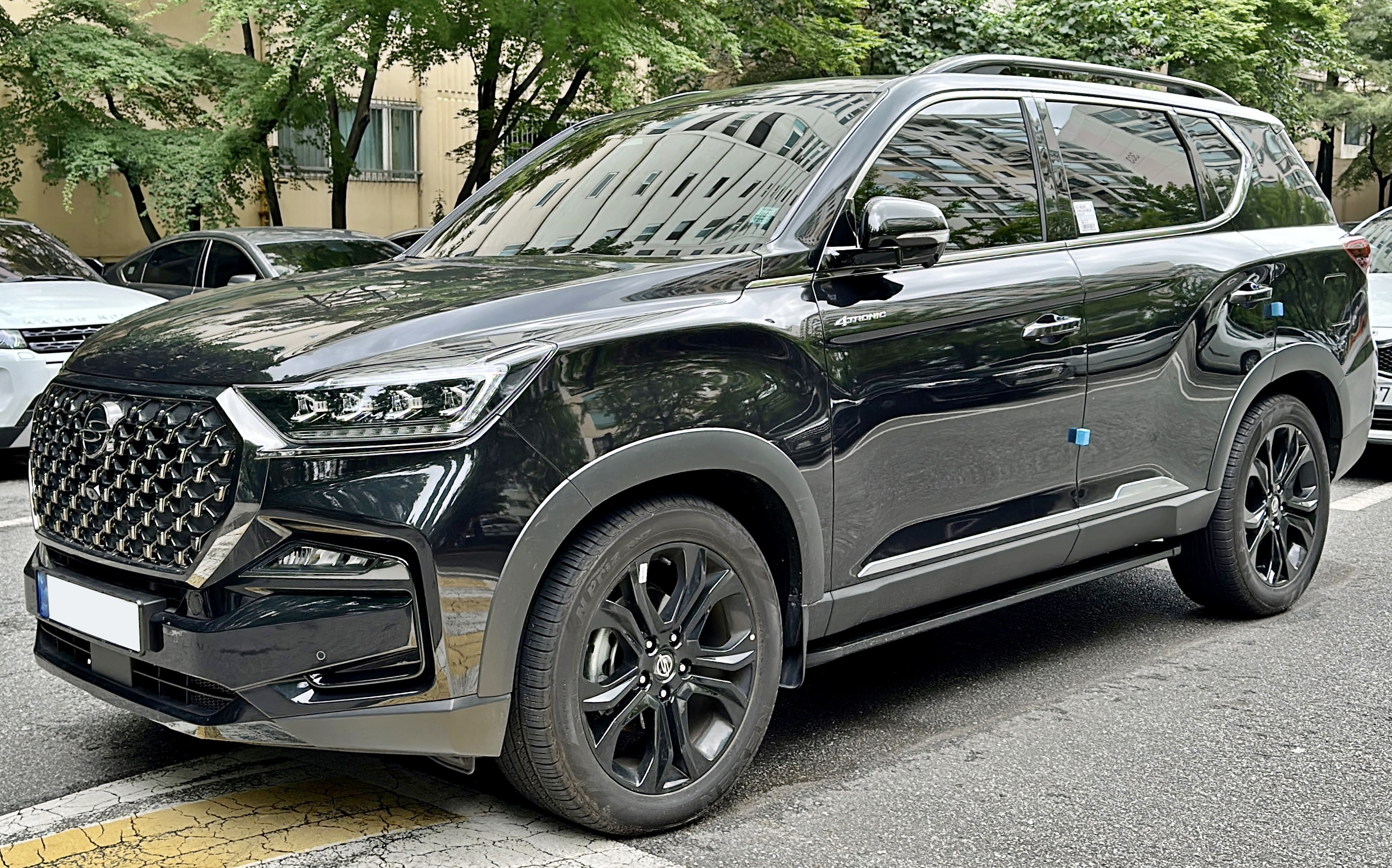
전면부
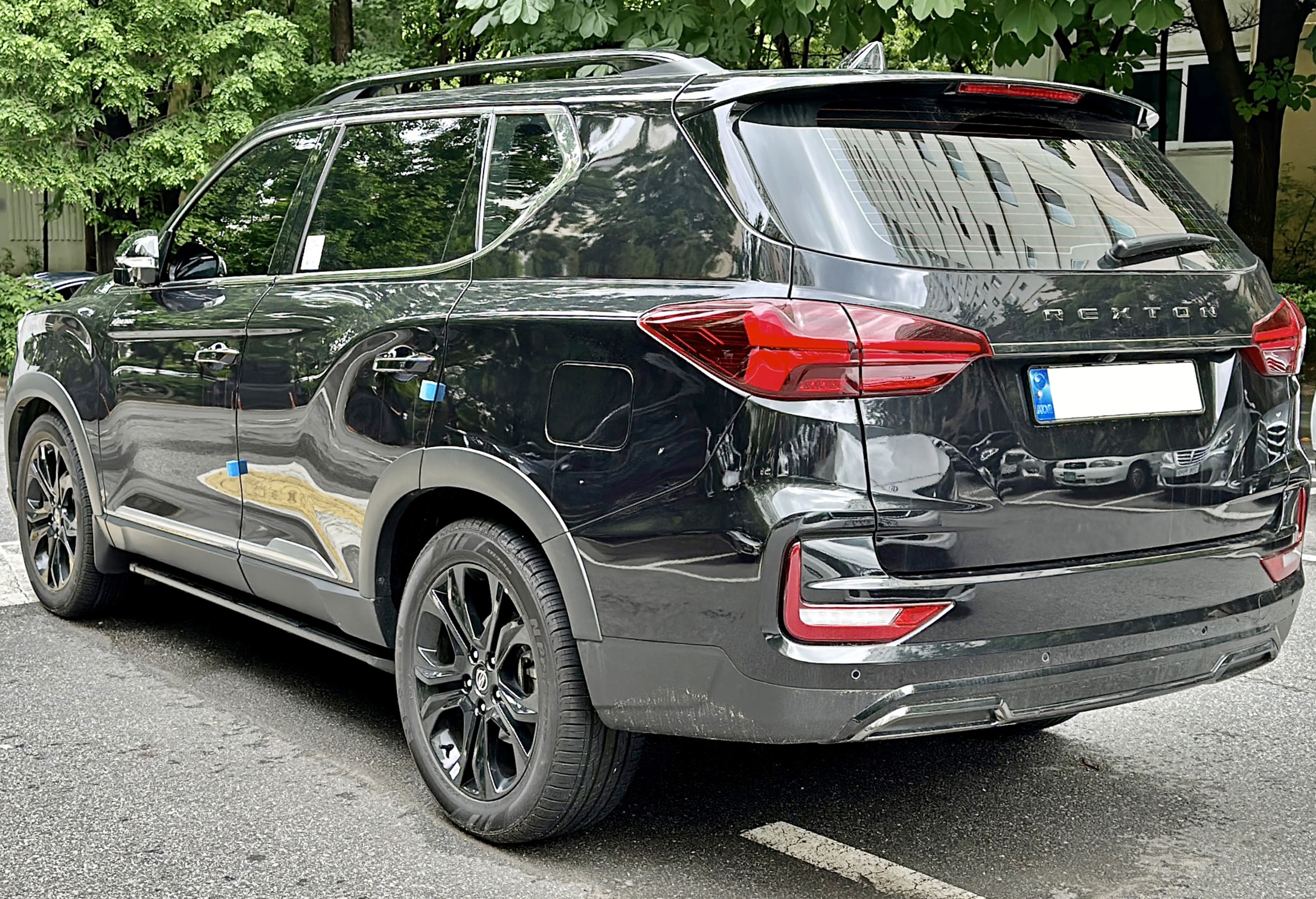
후면부

제원
| 전장 (mm)            | 4,850                                                  | 4,850                                                  |       |       |
| 전폭 (mm)            | 1,960                                                  | 1,960                                                  |       |       |
| 전고 (mm)            | 1,825                                                  | 1,825                                                  | 1,825 | 1,825 |
| 축거 (mm)            | 2,865                                                  | 2,865                                                  |       |       |
| 윤거 (전, mm)        | 1,620                                                  | 1,620                                                  |       |       |
| 윤거 (후, mm)        | 1,620                                                  | 1,620                                                  |       |       |
| 승차 정원            | 5명 7명                                                | 5명 7명                                                |       |       |
| 변속기               | 자동 8단                                               | 자동 8단                                               |       |       |
| 구동 형식            | 후륜 구동                                              | 4륜 구동                                               |       |       |
| 서스펜션(전/후)      | 더블 위시본/멀티 링크                                  | 더블 위시본/멀티 링크                                  |       |       |
| 엔진 형식            | e-XDi220 LET (Low End Torque, 저속 토크형 엔진) 672960 | e-XDi220 LET (Low End Torque, 저속 토크형 엔진) 672960 |       |       |
| 연료                 | 디젤                                                   | 디젤                                                   |       |       |
| 배기량 (cc)          | 2,157                                                  | 2,157                                                  |       |       |
| 최고 출력 (ps/rpm)   | 202/                                                   | 202/                                                   |       |       |
| 최대 토크 (kg*m/rpm) |                                                        |                                                        |       |       |
| 연료 탱크 용량 (L)   | 70                                                     | 70                                                     |       |       |
| 요소수 탱크 용량 (L) | 20                                                     | 20                                                     |       |       |
| 공차 중량 (kg)       |                                                        |                                                        |       |       |
| 연비 (km/L)          |                                                        |                                                        |       |       |
| Co2 배출량 (g/km)    |                                                        |                                                        |       |       |

## 역대 슬로건

### 1세대(Y200)
- 대한민국 1% (렉스턴, 뉴 렉스턴, 렉스턴 Ⅱ)
- 이 땅을 조용하게 (렉스턴)
- 이 땅을 편안하게 (렉스턴)
- 생각의 끝에 서있는 차 (렉스턴)
- 대한민국 1%의 힘 (뉴 렉스턴)
- 하늘과 땅 차이 (뉴 렉스턴)
- 당신 밖에 없습니다 (렉스턴 Ⅱ)
- 대한민국 잘 부탁드립니다 (렉스턴 Ⅱ)
- 명차의 땅 유럽에서도 (렉스턴 Ⅱ 유로)
- 대한민국 SUV의 자존심 (슈퍼 렉스턴)
- 가장 렉스턴다운 렉스턴 (렉스턴 W)
- Premium Movement (렉스턴 W)
- 뼛속까지 SUV (뉴 파워 렉스턴 W)
- WILD NATURE (뉴 파워 렉스턴 W)

### 2세대(Y400)
- GREAT 4 REVOLUTION (G4 렉스턴)
- GOOD TO GREAT (G4 렉스턴)
- 이토록 근사한 (G4 렉스턴)
- 인생이 막 재밌어지기 시작했다 (G4 렉스턴)
- 믿고. 간다 (올 뉴 렉스턴)
- Life Guardian (올 뉴 렉스턴)
- 본질은 그대로, 감성은 새롭게 (렉스턴 뉴 아레나)
- 당신이 원하는 특별한 공간으로 (렉스턴 써밋)

## 라인업
렉스턴
- XJ290
- RE290
- RJ290
- RX290
- RX320

뉴 렉스턴
- RX5 TI CT
- RX5 TI
- RX5 EDI
- RX5 EDI
- RX6 IL

렉스턴 Ⅱ
- RX5
- RX6
- RX7
- 노블레스

슈퍼 렉스턴
- RX4
- RX5
- RX6
- RX7
- 아웃도어 에디션
- 노블레스

렉스턴 W
- RX5
- RX7
- 노블레스

G4 렉스턴
- 럭셔리
- 유라시아 에디션
- 마제스티
- 헤리티지

올 뉴 렉스턴
- 럭셔리
- 프레스티지
- 시그니처
- 더 블랙

렉스턴 뉴 아레나
- 프리미엄
- 노블레스
- 더 블랙
- 써밋

렉스턴 스포츠
- 와일드
- 프레스티지
- 노블레스

## 각종 미디어에서의 등장

### 만화에서의 등장
- 그레이트 큐봇 - 킹 (1세대 모델)